# París-Roubaix 1938
La 39.ª edición de la París-Roubaix tuvo lugar el 17 de abril de 1938 y fue ganada por el belga Lucien Storme. 

## Clasificación final
|    | Ciclista          | Equipo                | Tiempo     |
| -- | ----------------- | --------------------- | ---------- |
| 1  | Lucien Storme     | -                     | 8h 13' 46" |
| 2  | Louis Hardiquest  | -                     | m.t.       |
| 3  | Marcel Van Houtte | -                     | +0' 06″    |
| 4  | Émile Masson      | -                     | +0' 23″    |
| 5  | Gérard Desmet     | -                     | +0' 39″    |
| 6  | René Walschot     | -                     | +0' 39″    |
| 7  | Jean Fréchaut     | France Sport - Dunlop | +0' 39″    |
| 8  | Sylvain Grysolle  | -                     | +0' 39″    |
| 9  | Albertin Disseaux | Helyett               | +0' 39″    |
| 10 | Stan Lauwers      | -                     | +0' 39″    |